# Flugzeugabsturz

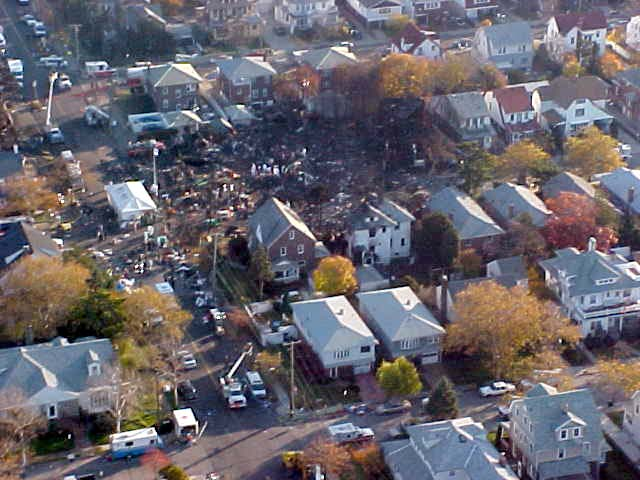
Absturzstelle des Airbus A300 mit dem Luftfahrzeugkennzeichen N14053 (American-Airlines-Flug 587 bei Rockaway Peninsula, Queens, New York USA; 2001)

Flugzeugabsturz bezeichnet je nach Sprachgebrauch verschiedene Arten von Flugunfällen. Der Begriff ist im Gegensatz zu Flugunfall nicht offiziell definiert. In amtlichen Veröffentlichungen, insbesondere der deutschen Bundesstelle für Flugunfalluntersuchung (BFU), werden mit Absturz Flugunfälle bezeichnet, bei denen die Maschine ihre Flugfähigkeit verliert und nicht mehr kontrolliert gelandet werden kann. Auch Kontrollverlust bei bestehender Flugfähigkeit kann zum Absturz führen, z. B. durch Fehlbedienung seitens der Piloten wie im Fall des Air-France-Flugs 447.
Der Flugzeugabsturz unterscheidet sich damit von Start- oder Rollunfällen, von der Bruchlandung (bei der es während einer normalen Landung oder Notlandung zu Beschädigungen gekommen ist) sowie vom Controlled flight into terrain (CFIT), bei dem ein voll funktionsfähiges Flugzeug mit Gelände kollidiert.
Als einzige Stelle weltweit verwendet jedoch das Schweizerische Bundesamt für Zivilluftfahrt (BAZL) den Begriff im Gegensatz zu den Regeln der internationalen Zivilluftfahrtorganisation (ICAO) auch für CFIT und spricht von einem „kontrollierten Absturz ins Gelände“. In deutschsprachigen Medien wird der Begriff zudem ohne Sachkunde häufig auch für Flugunfälle verwendet, bei denen weder ein Kontrollverlust noch ein CFIT vorliegt.
Entgegen der häufig anzutreffenden Befürchtung führt der Ausfall sämtlicher Triebwerke, etwa infolge von Treibstoffmangel, nicht zwangsläufig zu einem Absturz. Flugzeuge sind generell auch ohne den Schub der Triebwerke flugfähig, müssen dann aber zur Geschwindigkeitserhaltung im Gleitflug Höhe abbauen. Zur Notversorgung der technischen Systeme besitzen einige Großflugzeuge einen vom Luftstrom angetriebenen Generator (Ram-Air-Turbine).

## Flugzeugabstürze mit den meisten Opfern
Diese Liste enthält Flugzeugabstürze mit 200 oder mehr Todesopfern.
Siehe auch Liste der schwersten Zwischenfälle der Luftfahrt (dort sind auch Unfälle aufgeführt, die keine Abstürze waren, z. B. Saudia-Flug 163).
| Datum              | Fluggesellschaft                          | Flugzeugtyp                        | Opfer | Überle- bende | Ablauf |
| ------------------ | ----------------------------------------- | ---------------------------------- | ----- | ------------- | --- |
| 03. März 1974      | Turkish Airlines                          | McDonnell Douglas DC-10            | 346   | 0             | Die DC-10 verlor kurz nach dem Start vom Flughafen Paris-Orly die nicht ordnungsgemäß geschlossene hintere Frachttür. Der folgende starke Druckabfall im Frachtraum bewirkte einen teilweisen Einbruch des Kabinenbodens und zerstörte die dort verlegten Leitungen zur Steuerung der Maschine (siehe Turkish-Airlines-Flug 981). |
| 01. Januar 1978    | Air India                                 | Boeing 747-200B                    | 213   | 0             | Kurz nach dem Nachtstart vom Flughafen Bombay fiel der künstliche Horizont aus. Die Piloten verloren die Orientierung und das Flugzeug stürzte ins Meer (siehe Air-India-Flug 855). |
| 25. Mai 1979       | American Airlines                         | McDonnell Douglas DC-10            | 273   | 0             | Das Flugzeug verlor während des Starts vom Flughafen Chicago O’Hare infolge eines Wartungsfehlers ein Triebwerk, wodurch Hydraulikleitungen für die Steuerung beschädigt wurden. Die Maschine stürzte 30 Sekunden später unkontrollierbar ab, wobei 271 Insassen und zwei Menschen am Boden ums Leben kamen (siehe American-Airlines-Flug 191). |
| 01. September 1983 | Korean Air                                | Boeing 747-200                     | 269   | 0             | Die sowjetische Luftwaffe schoss bei Sachalin eine vom Kurs abgekommene Boeing 747 ab, in der Annahme, es handele sich um ein US-amerikanisches Spionageflugzeug (siehe Korean-Airlines-Flug 007). |
| 23. Juni 1985      | Air India                                 | Boeing 747-200                     | 329   | 0             | Absturz nach einer Bombenexplosion infolge eines Terroranschlags 180 Kilometer westlich von Cork, Irland in den Atlantik (siehe Air-India-Flug 182). |
| 10. Juli 1985      | Aeroflot                                  | Tupolew Tu-154B                    | 200   | 0             | Durch zu geringe Geschwindigkeit kam es in großer Höhe zum Strömungsabriss und zum Flammabriss. Der Absturz konnte von den Piloten nicht mehr verhindert werden (siehe Aeroflot-Flug 5143). |
| 12. August 1985    | Japan Airlines                            | Boeing 747-100                     | 520   | 4             | Das Flugzeug flog nordwestlich von Tokio unkontrolliert gegen einen Berghang. Zuvor war ein fehlerhaft repariertes Schott geborsten, wodurch eine Druckwelle das Seitenleitwerk der Maschine abgerissen hatte. Vier Passagiere überlebten (siehe Japan-Airlines-Flug 123). |
| 12. Dezember 1985  | Arrow Air                                 | Douglas DC-8-63                    | 256   | 0             | Die aus Kairo kommende Maschine stürzte nach einer Zwischenlandung auf dem Flughafen Gander unmittelbar nach dem Start in einen Wald. Alle 256 Insassen, überwiegend amerikanische Soldaten, kamen ums Leben. |
| 03. Juli 1988      | Iran Air                                  | Airbus A300B2-200                  | 290   | 0             | Der Airbus wurde durch die Besatzung des US-amerikanischen Kriegsschiffs Vincennes über iranischen Hoheitsgewässern abgeschossen, da er vom automatisierten Aegis-Kampfsystem mit einer F-14 Tomcat verwechselt worden war (siehe auch Iran-Air-Flug 655). |
| 21. Dezember 1988  | Pan Am                                    | Boeing 747-100                     | 270   | 0             | Absturz nach einer Bombenexplosion infolge eines Terroranschlags auf die schottische Ortschaft Lockerbie. Die 259 Insassen der Maschine sowie 11 Bewohner der Ortschaft kamen ums Leben (siehe Lockerbie-Anschlag). |
| 26. Mai 1991       | Lauda Air                                 | Boeing 767-300                     | 223   | 0             | Im Steigflug nach dem Start vom Flughafen Bangkok schaltete sich die Schubumkehr des linken Triebwerks selbsttätig ein. Durch den plötzlichen Strömungsabriss wurde das Flugzeug unkontrollierbar, brach auseinander und stürzte ca. 7500 Meter in die Tiefe (siehe Lauda-Air-Flug 004). |
| 11. Juli 1991      | Nationair Canada                          | Douglas DC-8-61                    | 261   | 0             | Das Flugzeug, das im Auftrag der Nigeria Airways eingesetzt wurde, stürzte nahe dem Flughafen Dschidda ab, weil ein Feuer an Bord wichtige Hydraulikleitungen zerstört hatte (siehe Nigeria-Airways-Flug 2120). |
| 26. April 1994     | China Airlines                            | Airbus A300-600                    | 264   | 7             | Absturz beim Anflug auf den Flughafen Nagoya, da der Autopilot versehentlich in den Modus für das Durchstarten geschaltet worden war und es bei den anschließenden Versuchen, die Maschine abzufangen, zu einem Strömungsabriss kam. Sieben Passagiere überlebten (siehe China-Airlines-Flug 140). |
| 17. Juli 1996      | TWA                                       | Boeing 747-100                     | 230   | 0             | Die Maschine explodierte nach dem Start vom New Yorker John F. Kennedy International Airport, nachdem ein Kurzschluss stark erhitzte Kerosindämpfe entzündet hatte. Sie stürzte vor der Küste Long Islands ins Meer (siehe Trans-World-Airlines-Flug 800). |
| 12. November 1996  | Saudi Arabian Airlines und Air Kazakhstan | Iljuschin Il-76 und Boeing 747-100 | 349   | 0             | Die Iljuschin hatte ihre zugewiesene Flughöhe verlassen und kollidierte in der Luft über Indien mit der Boeing (siehe Flugzeugkollision von Charkhi Dadri). |
| 16. Februar 1998   | China Airlines                            | Airbus A300-600                    | 203   | 0             | Beim Durchstarten am Flughafen Taipeh-Chiang Kai-shek kam es zum Strömungsabriss und dadurch zum Absturz der Maschine (siehe China-Airlines-Flug 676). |
| 02. September 1998 | Swissair                                  | McDonnell Douglas MD-11            | 229   | 0             | Absturz nahe dem Flughafen Halifax auf dem Flug von New York nach Genf, nachdem hinter einer Cockpitverkleidung ein Feuer durch einen Kurzschluss ausgebrochen war (siehe Swissair-Flug 111). |
| 12. November 2001  | American Airlines                         | Airbus A300-600                    | 265   | 0             | Der Airbus verlor nach starken Ruderausschlägen infolge einer Fehlbedienung sein Seitenleitwerk und stürzte in den New Yorker Stadtteil Queens. Alle 260 Insassen kamen ums Leben, zudem wurden fünf Personen am Boden getötet (siehe American-Airlines-Flug 587). |
| 25. Mai 2002       | China Airlines                            | Boeing 747-200                     | 225   | 0             | Die Maschine brach auf dem Weg von Taipeh nach Hongkong, wahrscheinlich aufgrund von Materialermüdung, auseinander (siehe China-Airlines-Flug 611). |
| 01. Juni 2009      | Air France                                | Airbus A330-200                    | 228   | 0             | Der Airbus stürzte auf dem Weg von Rio de Janeiro nach Paris über dem Atlantik ab. Erste materielle Reste wurden erst nach gut 2 Monaten, das Wrack-Hauptteil wurde erst nach 20 Monaten in 4000 m Tiefe in zerklüftetem Untersee-Gebirge gefunden (siehe Air-France-Flug 447). |
| 17. Juli 2014      | Malaysia Airlines                         | Boeing 777-200ER                   | 298   | 0             | Die Maschine wurde auf dem Flug von Amsterdam nach Kuala Lumpur über dem umkämpften Gebiet der Ostukraine von einer Boden-Luft-Rakete getroffen (siehe Malaysia-Airlines-Flug 17). |
| 31. Oktober 2015   | Kogalymavia                               | Airbus A321-200                    | 224   | 0             | Der Airbus 321 startete etwa um 5.50 Uhr Ortszeit von Scharm asch-Schaich mit Ziel Sankt Petersburg. Kurz nach dem Start brach die Maschine in der Luft auseinander und stürzte auf die Sinai-Halbinsel. Ermittler gehen von einem Bombenanschlag aus (siehe Kogalymavia-Flug 9268). |
| 11. April 2018     | algerische Luftstreitkräfte               | Iljuschin Il-76                    | 257   |               | Laut Zeugenaussagen soll bereits vor dem Aufprall gegen 08:00 Uhr Ortszeit ein Teil des Flugzeugs, mutmaßlich eine Tragfläche, gebrannt haben. Die Piloten sollen die Maschine daraufhin bewusst über unbewohntes Gebiet gesteuert haben, um Opfer am Boden zu verhindern. (siehe Flugzeugabsturz bei Boufarik) |
| 12. Juni 2025      | Air India                                 | Boeing 787-8                       | ≥269  | 1             | Bereits einige Minuten nach dem Start um 13:39 Uhr Ortszeit vom Flughafen Ahmedabad verlor die Maschine in einer Höhe von etwa 190 Metern und einer Geschwindigkeit von 322 km/h den Empfang und ging in einen Sinkflug über. Bevor sie in ein Gebäude des B. J. Medical College stürzte, sendete die Besatzung einen Mayday. Nur einer der 242 Flugzeuginsassen überlebte den Absturz, während mindestens 50 Personen am Boden oder in umliegenden Gebäuden verletzt wurden. |